# Los miserables (2014)
Los miserables, é uma telenovela americana produzida pela Telemundo Studios. 
É uma livre adaptação do clássico Os Miseráveis de Victor Hugo. 
A trama é protagonizada por Aracely Arámbula e Erik Hayser e antagonizada por Aylín Mujica, Gabriel Porras, Luis Uribe e Javier Díaz Dueñas e a participação especial de Aarón Díaz.

## Sinopse
Um carro coupé desloca-se a toda velocidade. Duas patrulhas de polícia e um carro da DEA  os perseguem e lhes dão ordens para pararem. A bordo do carro, a angustiada Lucia Durán suplica a Pedro Morales que renda-se.
"Lucha" intui o pior, para ela, para o homem que sentado ao seu lado e para o filho que leva no seu ventre. Mais Pedro não está disposto a render-se: antes morto que preso numa cadeia.
O narcotraficante cai abatido diante dos olhos de Lucha. E então, uma bala atinge-a na barriga e uma mancha de sangue que lhe confirmam que seu pior temor se fez realidade.
De um momento para outro Lucha perdeu tudo: o homem que amava, o filho que não chegou a nascer, sua liberdade, e fica incapaz para ser mãe pelo resto da vida.
Agora enfrenta o castigo de uma prisão nos Estados Unidos, onde passará os próximos onze anos de sua vida. Nesse lugar aprenderá a sobreviver, a defender-se e a ganhar o respeito das outras pessoas, inclusive das presas mais violentas.
Também na prisão conhece a solidariedade e o melhor que aflora no ser humano. Em seu leito de morte, sua amiga Rosalía Pèrez, uma mulher de enorme coração, que sofre de um câncer terminal, que pede a Lucha que busque a sua filha Roxanita, que lhe cuide e a ame como se fosse sua.
"Te presenteio a minha filhinha pelo filho que mataram", lhe diz, entre lágrimas, antes de fechar seus olhos para sempre.
Lucha jura: quando saia em liberdade buscará a menina e a levará a viver com ela.

## Elenco
- Aracely Arámbula - Lucía "Lucha" Durán Monteagudo
- Erik Hayser - Daniel Ponce Ávila
- Aylín Mujica - Liliana Durán Monteagudo "La Diabla"
- Gabriel Porras - Olegario "El Diablo" Marrero  / Rafael Montes
- Alexandra de la Mora - Helena Durán Monteagudo de Echeverría
- Diego Soldano - Pablo Ríobueno
- Marco Treviño - Ignacio Durán
- Aldo Gallardo - Carlos Gallardo
- Javier Díaz Dueñas - Radamés Echeverría
- Anastasia Acosta - Consuelo "Chelo" Durán Monteagudo de Gordillo
- Alex Camargo - Abel Durán Monteagudo
- María Barbosa - Fernanda Monteagudo de Durán
- Bianca Calderón - Deyanira Paredes
- Claudio Lafarga - Dr. Gonzalo Mayorca
- Estela Calderón - Deborah Echeverría de Mondragón
- Thanya López - Marisela León
- Eva Daniela - Victoria "Vicky" Gordillo Durán
- Dave Douglas - Octavio Mondragón Echeverría
- Luis Uribe - Genaro Cabello
- Elsy Reyes - Nuria Pérez
- Ramón Medina-  Roque Sarmiento
- Verónica Terán - Sor Amparo Ponce
- Alisa Vélez - Marina Valdés
- Pía Watson - Adriana Palacios
- Macarena Oz - Roxana "Roxanita" Pérez/ Roxana Ponce Durán
- Gabo Anguiano - Guillermo Hernández "Memín"/ Guillermo Ponce Durán
- Gina Varela - Nancy
- Juan Martín Jáuregui - Evaristo Rodríguez
- Manola Díez - Ivanna Echeverría
- Rodrigo Vidal - Gastón Gordillo
- Geraldine Zinat - Sor Milagros
- Adriana Amor - Camila Fernández
- Nancy Ávila - Margarita Vergel
- Briggitte Beltrán - Marion
- Federico Porras Jr. - Ignacio "Nachito" Echeverría Durán
- Francisco Calvillo - Enrique "Quique" Vidal
- Moisés Cardez - El Mostacho
- Rubén Cristiany - Francisco "Panchito"
- Alan del Castillo - Hitman
- Mario Díaz Mercado - Secretario de Gobernación
- Aarón Díaz - César Mondragón Bianchi
- Gonzalo García Vivanco - Pedro Morales
- Fernando Gaviria - El Colombiano
- Pedro Giunti - 'El Chango' Cárdenas
- Teresa Ibarra - La Chata
- Horacio F. Lazo - Dorantes
- Yamile León - Mercedes
- Azgard Ramírez - Anselmo Benítez
- Claudia Ruzi -  Rosalía Pérez
- Abraham Sandoval - Ernesto
- Roberto Uscanga - Horacio
- Alejandro Usigli - General Juvenal Vierna
- Eduardo Reza - Alejandro
- Heriberto Méndez - Eugenio
- Luis Yeverino - Gustavo Millán
- Lorento Quintanilla - Ernesto Díaz

## Exibição
Estreou em 30 de setembro de 2014, às 9 da noite, substituindo En otra piel. A partir de 2 de dezembro, passou a ser exibida às 8 da noite, substituindo Reina de corazones. Durante sua exibição, a novela não foi ao ar 7 vezes, nos dias 31 de outubro, 26 e 27 de novembro, 24, 25, 31 de dezembro de 2014 e 1 de janeiro de 2015.